# Tirreno-Adriático 2003
La XXXVIII edición del Tirreno-Adriático se disputó entre el 13 y el 19 de marzo de 2003 con un recorrido de 1.081 kilómetros con salida en Sabaudia y llegada a San Benedetto del Tronto. El ganador de la carrera fue el italiano Filippo Pozzato del Fassa Bortolo.

## Equipos participantes
| Núm.  | Código | Equipo                           |
| ----- | ------ | -------------------------------- |
| 1-8   | DVE    | Domina Vacanze-Elitron           |
| 11-18 | ALS    | Alessio                          |
| 21-28 | PAN    | Panaria-Fiordo                   |
| 31-38 | COF    | Cofidis, le Crédit par Téléphone |
| 41-48 | DNC    | De Nardi-Colpack                 |
| 51-58 | FAS    | Fassa Bortolo                    |
| 61-68 | FPF    | Formaggi Pinzolo Fiavè           |
| 71-78 | GST    | Gerolsteiner                     |
| 81-88 | BAN    | iBanesto.com                     |
| 91-98 | LAN    | Landbouwkrediet-Colnago          |

| Núm.    | Código | Equipo                             |
| ------- | ------ | ---------------------------------- |
| 101-108 | LAM    | Lampre                             |
| 111-118 | LOT    | Lotto-Domo                         |
| 121-128 | ONE    | ONCE-Eroski                        |
| 131-138 | PHO    | Phonak Hearing Systems             |
| 141-148 | QSD    | Quick Step-Davitamon               |
| 151-158 | RAB    | Rabobank                           |
| 161-168 | SAE    | Saeco-Longoni Sport                |
| 171-178 | VIN    | Vini Caldirola-Sidermec-Saunier D. |
| 181-188 | CSC    | Team CSC                           |
| 191-198 | TEL    | Team Telekom                       |

## Etapas
| Etapa | Fecha    | Recorrido                    | km    | Ganador         | Líder           |
| ----- | -------- | ---------------------------- | ----- | --------------- | --------------- |
| 1ª    | 10 marzo | Sabaudia > Sabaudia          | 178   | Mario Cipollini | Mario Cipollini |
| 2ª    | 11 marzo | Sabaudia > Tarquinia         | 213   | Filippo Pozzato | Filippo Pozzato |
| 3ª    | 12 marzo | Tarquinia > Foligno          | 168   | Mario Cipollini | Paolo Bettini   |
| 4ª    | 13 marzo | Foligno > Ortezzano          | 154   | anulada         | Paolo Bettini   |
| 5ª    | 14 marzo | Monte San Giusto > Rapagnano | 181   | Ruggero Marzoli | Paolo Bettini   |
| 6ª    | 15 marzo | Teramo > Torricella Peligna  | 179   | Danilo Di Luca  | Danilo Di Luca  |
| 7ª    | 16 marzo | San Benedetto del Tronto     | 162   | Óscar Freire    | Filippo Pozzato |
| Total | Total    | Total                        | 1 081 |                 |                 |

## Clasificaciones finales

### General
| Posición | Ciclista        | Equipo          | Tiempo    |
| -------- | --------------- | --------------- | --------- |
| 1        | Filippo Pozzato | Fassa Bortolo   | 29h45'22" |
| 2        | Danilo Di Luca  | Team Saeco      | a 4"      |
| 3        | Ruggero Marzoli | Alessio-Bianchi | a 12"     |
| 4        | Michael Boogerd | Rabobank        | a 13"     |
| 5        | Paolo Bettini   | Quick Step      | a 21"     |
| 6        | Marcus Zberg    | Gerolsteiner    | s.t.      |
| 7        | Andreas Klöden  | Telekom         | a 22"     |
| 8        | Erik Zabel      | Telekom         | a 23"     |
| 9        | Luca Paolini    | Quick Step      | a 27"     |
| 10       | Andrea Noè      | Alessio-Bianchi | a 33"     |